# John Milton Hay
John Milton Hay (8. října 1838 Salem, Indiana, USA – 1. července 1905, Newbury, New Hampshire) byl americký státník a úředník, jehož kariéra ve vládě trvala téměř půl století. Začínal jako soukromý sekretář a asistent Abrahama Lincolna, nakonec se stal ministrem zahraničí Spojených států za prezidentů Williama McKinleyho a Theodora Roosevelta. Hay byl také autor životopisů a psal poezii a další literaturu po většinu svého života.

## Život
Vystudoval Brownovu univerzitu. Po promoci v roce 1858 pracoval v kanceláři svého strýce ve Springfieldu, Illinois, která sousedila s kanceláří Lincolna. Hay pracoval pro Lincolnovu úspěšnou prezidentskou kampaň a stal se jedním z jeho soukromých tajemníků v Bílém domě. Během americké občanské války byl Hay Lincolnovi blízko a stál u jeho smrtelné postele poté, co byl prezident postřelen ve Fordově divadle. Kromě svých dalších literárních děl je Hay spolu s Johnem Georgem Nicolayem autorem vícesvazkové Lincolnovy biografie, která pomohla utvářet historický obraz zavražděného prezidenta.
Po Lincolnově smrti strávil Hay několik let na diplomatických postech v Evropě, poté pracoval pro New-York Tribune pod vedením Horace Greeleyho a Whitelawa Reida. Hay zůstal aktivní v politice a od roku 1879 do roku 1881 sloužil jako náměstek ministra zahraničí. Poté se vrátil do soukromého sektoru a zůstal tam, dokud ho prezident McKinley, jehož byl hlavním podporovatelem, v roce 1897 neustanovil velvyslancem ve Spojeném království. Hay se stal v následujícím roce ministrem zahraničí.
Hay sloužil téměř sedm let jako ministr zahraničí za prezidenta McKinleyho a po zavraždění McKinleyho za Theodora Roosevelta. Hay byl zodpovědný za vyjednávání o politice otevřených dveří, která udržovala Čínu otevřenou obchodu se všemi zeměmi na rovném základě, s mezinárodními mocnostmi. Vyjednáním smlouvy Hay–Pauncefote se Spojeným královstvím (nakonec neratifikované), smlouvy Hay–Herrán s Kolumbií, a nakonec smlouvy Hay–Bunau–Varilla s nově nezávislou republikou Panama Hay také uvolnil cestu k vybudování Panamského průplavu.